# Compagnie du chemin de fer du Tréport
La Compagnie du chemin de fer du Tréport, était une société anonyme française créée en 1869. Elle construit et exploite la ligne d'intérêt local d'Abancourt au Tréport avant d'être déclarée en faillite en 1880.
L'exploitation est reprise par la Compagnie des chemins de fer du Nord en 1881, qui rachète officiellement l'ensemble des actifs de la société en 1883 après le classement par l'État en ligne d'intérêt général. La ligne d'Abancourt au Tréport devient plus tard la partie nord de la ligne d'Épinay - Villetaneuse au Tréport - Mers du réseau de la Société nationale des chemins de fer français (SNCF).

## Histoire

### Création
La société anonyme dénommée Compagnie du chemin de fer du Tréport est créée pour reprendre la concession du chemin de fer d'intérêt local du Tréport à Abancourt, attribuée à : Jean-Simon Voruz (constructeur, demeurant à Nantes), Théodore Fresson (demeurant à Paris, 16 place Vendôme), Édouard Abt (entrepreneur de chemins de fer, demeurant à Paris 101 boulevard de Neuilly), Gustave Delahante (banquier, demeurant à Paris 4 place de la Concorde) et Amédée Gautray (propriétaire, demeurant à Paris 17 rue du Cirque). Ce chemin de fer étant déclaré d'utilité publique le 18 décembre 1869.
Le 30 décembre 1869, les statuts sont déposés chez Me Dufour, notaire à Paris. Les assemblées générales des actionnaires pour sa constitution ont lieu le 30 décembre 1869 et le 6 janvier 1870. Le siège de la société est fixé à Paris.

### Faillite
La faillite de la Compagnie du chemin de fer du Tréport est prononcée par le tribunal de commerce de la Seine le 23 septembre 1880.
Les syndics de la faillite de la Compagnie du chemin de fer du Tréport et les représentants de la Compagnie des chemins de fer du Nord signent le 12 juillet 1881 un traité spécifiant le détail et les conditions de la reprise des actifs, sous réserve du classement de la ligne dans le réseau d'intérêt général de la Compagnie du nord. Ce qui fut fait par l'État en 1883.

## Ligne
La compagnie est concessionnaire du seul chemin de fer d'intérêt local : d'Abancourt au Tréport.

### Concession
La déclaration d'utilité publique de la concession prévoit une ligne débutant au Tréport pour aller rejoindre Abancourt et s'embrancher sur la ligne de Rouen à Amiens.
Le département de la Seine-Inférieure doit « livrer gratuitement aux concessionnaires les terrains nécessaires à l'établissement du chemin de fer et de ses dépendances, des routes, chemins et cours d'eau déplacés ou déviés, ainsi que l'emplacement des gares et stations, à raison de deux hectares en moyenne pour chacune d'elles, le tout suivant le tracé qui sera approuvé, et ce, dans un délai de six mois, à partir de la date de présentation des projets par les concessionnaires ». Il est également prévu une subvention de un million cent onze mille six cent soixante-six francs. Elle sera versée en partie par le département et en partie par l'État. Les versements se feront sur présentation de justificatifs de l'engagement d'une somme double.
Outre Le Tréport la ligne doit desservir les communes d'Eu, de Gamaches, de Blangy et d'Aumale avant de rejoindre la gare d'Abancourt de la Compagnie des chemins de fer du Nord.

### Exploitation
Elle ouvre à l'exploitation, une première section de Gamaches au terminus du Tréport le 12 mai 1872 et la totalité de la ligne le 14 août 1873 avec la mise en service de la deuxième section d'Abancourt à Gamaches. La compagnie ouvre les gares : du Tréport, d'Eu, de Gamaches, de Blangy et d'Aumale.

### Traité avec la Compagnie du Nord
Le 13 juillet 1881 les syndics définitifs de la faillite signent, une convention de reprise des actifs de la société, avec les représentants de la Compagnie des chemins de fer du Nord. Les syndics sont : Denis-Alexandre Beaujeu (syndic de faillites auprès du tribunal de la Seine, domicilié à Paris au 66 de la rue de Rivoli) et Lucien Huard (propriétaire, domicilié à Paris, au 26 de la rue de Maubeuge), et les représentants de la compagnie du Nord sont : le baron Alphonse de Rothschild (président du conseil d'administration, domicilié à Paris au 21 de la rue Laffitte), Armand-André Amé de Saint-Didier (vice président du conseil d'administration, domicilié à Paris au 23 de la rue de la Ville-l'Évêque) et Hippolyte-Gaston Griolet (administrateur, domicilié à Paris au 46 de la rue Richer).
Le prix de la cession est de 8 millions de francs en espèces. Cela comprend notamment : la cession de tous les droits de la concession ainsi que toutes ses dépendances, à condition, du classement en ligne d'intérêt général et de son incorporation dans l'un des réseaux d'intérêt général de la Compagnie du Nord, par l'État dans un délai de deux années expirant le 31 décembre 1883 ; sont compris : les excédents d'emprises, annexes, droits immobiliers de toute nature, notamment le matériel roulant, le matériel des voies, l'outillage des gares et ateliers, les bâtiments, dépôts et ateliers. La compagnie du Nord s'engage également à reprendre les approvisionnements figurant sur la liste dressée par les syndics, suivant un prix fixé l'amiable ou par des experts.
En attente, de la ratification définitive de cette cession subordonnée au classement d'intérêt général de la ligne par l'État, la Compagnie du Nord prend en charge, à ses risques et périls, l'exploitation de la ligne d'Abancourt au Tréport le 1er octobre 1881 pour un loyer annuel de 300 000 francs.
En 1883, l'État modifie le classement de la ligne qui devient d'intérêt général, rattachée au réseau d'intérêt général du Nord.
Après sa reprise, la ligne d'Abancourt au Tréport sera modernisée par le Nord, puis la SNCF